# Belval-Bois-des-Dames
Belval-Bois-des-Dames är en kommun i departementet Ardennes i regionen Grand Est (tidigare regionen Champagne-Ardenne) i nordöstra Frankrike. Kommunen ligger  i kantonen Buzancy som ligger i arrondissementet Vouziers. År 2022 hade Belval-Bois-des-Dames 27 invånare.

## Befolkningsutveckling
Antalet invånare i kommunen Belval-Bois-des-Dames
Referens: INSEE